# الحسينية (الفيوم)
قرية الحسينية هي إحدى القرى التابعة لمركز أطسا في محافظة الفيوم في جمهورية مصر العربية. حسب إحصاءات سنة 2006، بلغ إجمالي السكان في الحسينية 9313 نسمة، منهم 4774 رجل و4539 امرأة.